# Frauengrün
Frauengrün ist ein Streusiedlung in der Nähe von Bad Brambach im sächsischen Vogtlandkreis.

## Lage
Frauengrün liegt im direkten Grenzgebiet des sächsischen zum böhmischen Vogtland wenige hundert Meter von der heutigen sächsisch-tschechischen Grenze entfernt auf etwa 631 m in einem Waldgebiet nordwestlich von Bad Brambach, westlich von Oberbrambach im südlisten Teil Sachsens.

## Toponymie
Der Bestandteil -grün im Ortsnamen bezeichnet eine zum Kulturgut umgewandelte Rodung. Er findet sich in Thüringen, Sachsen, Nordostbayern und Nordwestböhmen, also vornehmlich im Vogtland.

## Geschichte
Die Streusiedlung wurde nach 1816 und 1875 erwähnt. Bereits 1840 war der Ort nach Brambach gepfarrt. Frauengrün gehörte zum Amt Voigtsberg, dem Gerichtsamt Adorf, der Amtshauptmannschaft und dem (Land-)Kreis Oelsnitz, bis dieser 1996 im Vogtlandkreis aufging. 1938 wurde Frauengrün nach Oberbrambach umgegliedert, das seit 1972 zu Bad Brambach gehört.
| Jahr          | 1834 | 1871 | 1890 |
| ------------- | ---- | ---- | ---- |
| Einwohnerzahl | 39   | 50   | 40   |

## Belege
1. ↑  Bruno Schumacher: Geschichte Ost- und Westpreussens Archiv für Geschichte von Oberfranken, 1957
2. ↑  Frauengrün – HOV | ISGV. Abgerufen am 26. August 2023.